# Tillandsia alvareziae
Tillandsia alvareziae es una especie de planta epífita dentro del género  Tillandsia, perteneciente a la  familia de las bromeliáceas.  Es originaria de México donde se distribuye por el Estado de Veracruz. 

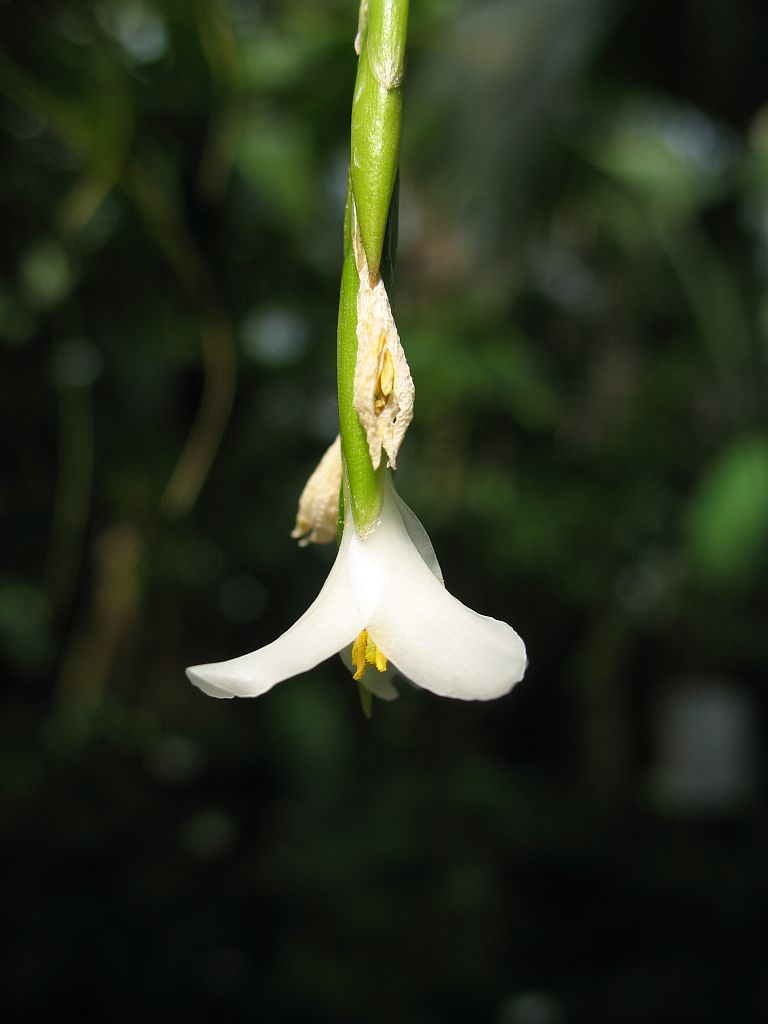
Flor

## Taxonomía
Tillandsia alvareziae fue descrita por Werner Rauh y publicado en Tropische und subtropische Pflanzenwelt 58: 22, f. 11–14. 1986.
Etimología
Tillandsia: nombre genérico que fue nombrado por Carlos Linneo en 1738 en honor al médico y botánico finlandés Dr. Elias Tillandz (originalmente Tillander) (1640-1693).
alvareziae: epíteto